# Oznaczenia pochodzenia geograficznego produktów rolnych w Unii Europejskiej

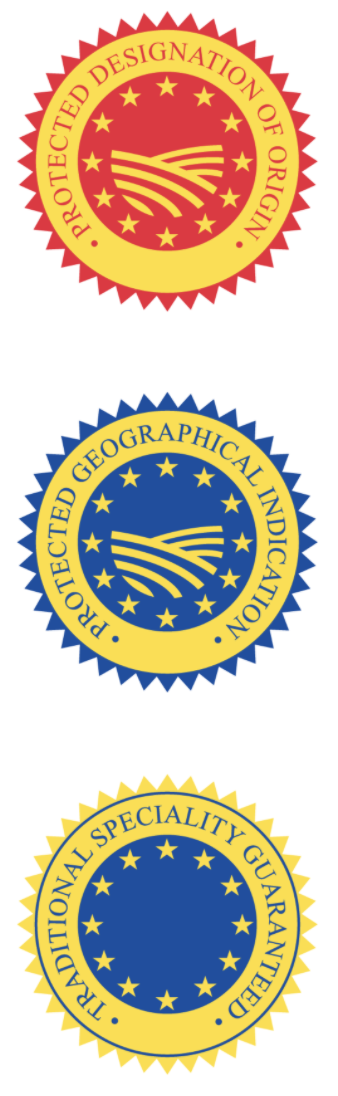
Symbole graficzne unijnych produktów o chronionym pochodzeniu geograficznym.

Oznaczenia pochodzenia geograficznego produktów rolnych w Unii Europejskiej – system ochrony regionalnych produktów rolnych w Unii Europejskiej, mający na celu ochronę nazw tych produktów i zapewnienie ich autentyczności. Dotyczy wyrobów wytwarzanych na określonym obszarze w sposób tradycyjny. Ustawodawstwo unijne w tym względzie wzoruje się na francuskim systemie appellation d’origine contrôlée oraz włoskim denominazione di origine controllata i stosowane jest od 1992 r.

## Kategorie produktów
Rolne produkty regionalne i tradycyjne mogą zostać zarejestrowane przez Komisję Europejską jako:

### Chroniona nazwa pochodzenia
(ang. protected designation of origin, PDO) jest kategorią produktów wytwarzanych w konkretnym regionie, miejscu lub (wyjątkowo) w państwie. Nazwa tego miejsca lub regionu (np. Miód kurpiowski) zastrzeżona jest dla konkretnego produktu chronionego, i nie może być używana jako nazwa produktów wytwarzanych gdzie indziej lub według innych receptur.
- Jakość produktu lub jego cechy charakterystyczne powinny być związane z miejscem jego powstania. Warunki przyrodnicze i kulturowe regionu powstania powinny wpływać na cechy wyrobu.
- Produkcja surowców i cały proces wytwarzania produktu powinien odbywać się w miejscu wynikającym z jego nazwy[1][2].

### Chronione oznaczenie geograficzne
(ang. protected geographical indication, PGI) jest również kategorią produktów wytwarzanych w konkretnym regionie, miejscu lub (wyjątkowo) w państwie. Związek produktu z regionem nie musi być jednak tak ścisły jak w wypadku produktu z Chronioną Nazwą Pochodzenia. W wypadku produktu CH.O.G.:
- Wyrób chroniony musi być produkowany w regionie, z którego wynika jego nazwa, ale przebiegać tam musi tylko jedna z faz wytwarzania (produkcja, przetwarzania lub przygotowanie). Np. mięso na Kiełbasę Lisiecką może być pozyskiwane z innych regionów, ale proces produkcji musi odbywać się w okolicach Liszek i Czernichowa.
- Wyrób musi mieć silny związek z miejscem pochodzenia. Cechy wyrobu nie muszą jednak wynikać bezpośrednio z charakteru przyrodniczego lub kulturowego miejsca powstania[1].

### Gwarantowana tradycyjna specjalność
(ang. traditional speciality guaranteed, TSG) – to kategoria produktów chronionych ze względu na tradycyjny sposób produkcji, skład lub wykonanie z tradycyjnych surowców. W przeciwieństwie do dwóch powyższych kategorii, produkt G.T.S. może być produkowany na całym terenie kraju składającego wniosek o rejestrację. Ten typ ochrony produktu nie obejmuje jego nazwy, która w niektórych przypadkach może nadal być używana do nazywania produktów nie odpowiadających chronionej recepturze. Produkty chronione odróżniają się od zwykłych napisem „gwarantowana tradycyjna specjalność” oraz znakiem unijnym na etykiecie. Produkt G.T.S. powinien:
- być produkowany przy użyciu tradycyjnych surowców, lub
- charakteryzować się tradycyjnym składem, sposobem produkcji lub przetwarzania.

Nazwa produktu musi być sama w sobie specyficzna lub wyrażać specyficzny charakter produktu rolnego lub środka spożywczego. Nazwa musi być tradycyjna i zgodna z przepisami krajowymi lub być przyjęta zwyczajowo.

## Produkty chronione w innych krajach Unii
Przykładem produktu z chronionym oznaczeniem geograficznym jest francuski ser roquefort, który musi być wytwarzany z mleka owiec  określonej rasy, dojrzewać może wyłącznie w piwnicach znajdujących się w okolicach miejscowości Roquefort-sur-Soulzon (departament Aveyron), gdzie w procesie dojrzewania sera uczestniczy charakterystyczny gatunek grzyba Penicillium roqueforti.

## Polskie produkty objęte ochroną Unii Europejskiej
Produkty zarejestrowane, czyli wpisane przez Komisję Europejską do Rejestru Chronionych Nazw Pochodzenia i Chronionych Oznaczeń Geograficznych lub do Rejestru Gwarantowanych Tradycyjnych Specjalności. 
| Rodzaj ochrony                      | Nazwa produktu                                                      | Kategoria produktu                                                                       |
| ----------------------------------- | ------------------------------------------------------------------- | ---------------------------------------------------------------------------------------- |
| Chroniona nazwa pochodzenia         | Bryndza podhalańska                                                 | kl. 1.3: Sery                                                                            |
| Chroniona nazwa pochodzenia         | Oscypek                                                             | kl. 1.3: Sery                                                                            |
| Chroniona nazwa pochodzenia         | Redykołka                                                           | kl. 1.3: Sery                                                                            |
| Chroniona nazwa pochodzenia         | Miód z Sejneńszczyzny/Łoździejszczyzny (Seinu/Lazdiju krašto medus) | kl. 1.4: Inne produkty pochodzenia zwierzęcego                                           |
| Chroniona nazwa pochodzenia         | Podkarpacki miód spadziowy                                          | kl. 1.4: Inne produkty pochodzenia zwierzęcego                                           |
| Chroniona nazwa pochodzenia         | Miód spadziowy z Beskidu Wyspowego                                  | kl. 1.4: Inne produkty pochodzenia zwierzęcego                                           |
| Chroniona nazwa pochodzenia         | Fasola Piękny Jaś z Doliny Dunajca                                  | kl. 1.6: Owoce, warzywa i zboża                                                          |
| Chroniona nazwa pochodzenia         | Fasola wrzawska                                                     | kl. 1.6: Owoce, warzywa i zboża                                                          |
| Chroniona nazwa pochodzenia         | Wiśnia nadwiślanka                                                  | kl. 1.6: Owoce, warzywa i zboża                                                          |
| Chroniona nazwa pochodzenia         | Karp zatorski                                                       | kl. 1.7: Świeże ryby, małże i skorupiaki                                                 |
| Chroniona nazwa pochodzenia         | Rogal świętomarciński                                               | kl. 2.4: Chleb, ciasto, ciastka, wyroby cukiernicze, herbatniki i inne wyroby piekarskie |
| Chronione oznaczenie geograficzne   | Jagnięcina podhalańska                                              | kl. 1.1: Mięso świeże (i podroby)                                                        |
| Chronione oznaczenie geograficzne   | Kiełbasa biała parzona wielkopolska                                 | kl. 1.2: Produkty wytworzone na bazie mięsa                                              |
| Chronione oznaczenie geograficzne   | Kiełbasa lisiecka                                                   | kl. 1.2: Produkty wytworzone na bazie mięsa                                              |
| Chronione oznaczenie geograficzne   | Kiełbasa piaszczańska                                               | kl. 1.2: Produkty wytworzone na bazie mięsa                                              |
| Chronione oznaczenie geograficzne   | Krupnioki śląskie                                                   | kl. 1.2: Produkty wytworzone na bazie mięsa                                              |
| Chronione oznaczenie geograficzne   | Wielkopolski ser smażony                                            | kl. 1.3: Sery                                                                            |
| Chronione oznaczenie geograficzne   | Ser koryciński swojski                                              | kl. 1.3: Sery                                                                            |
| Chronione oznaczenie geograficzne   | Miód drahimski                                                      | kl. 1.4: Inne produkty pochodzenia zwierzęcego                                           |
| Chronione oznaczenie geograficzne   | Miód kurpiowski                                                     | kl. 1.4: Inne produkty pochodzenia zwierzęcego                                           |
| Chronione oznaczenie geograficzne   | Miód wrzosowy z Borów Dolnośląskich                                 | kl. 1.4: Inne produkty pochodzenia zwierzęcego                                           |
| Chronione oznaczenie geograficzne   | Czosnek galicyjski                                                  | kl. 1.6: Owoce, warzywa i zboża                                                          |
| Chronione oznaczenie geograficzne   | Fasola korczyńska                                                   | kl. 1.6: Owoce, warzywa i zboża                                                          |
| Chronione oznaczenie geograficzne   | Jabłka grójeckie                                                    | kl. 1.6: Owoce, warzywa i zboża                                                          |
| Chronione oznaczenie geograficzne   | Jabłka łąckie                                                       | kl. 1.6: Owoce, warzywa i zboża                                                          |
| Chronione oznaczenie geograficzne   | Truskawka kaszubska lub Kaszëbskô malëna                            | kl. 1.6: Owoce, warzywa i zboża                                                          |
| Chronione oznaczenie geograficzne   | Suska sechlońska                                                    | kl. 1.6: Owoce, warzywa i zboża                                                          |
| Chronione oznaczenie geograficzne   | Śliwka szydłowska                                                   | kl. 1.6: Owoce, warzywa i zboża                                                          |
| Chronione oznaczenie geograficzne   | Podpiwek kujawski                                                   | kl. 1.8: Inne produkty wymienione w załączniku I do Traktatu (przyprawy itd.)            |
| Chronione oznaczenie geograficzne   | Andruty kaliskie                                                    | kl. 2.4: Wyroby piekarskie                                                               |
| Chronione oznaczenie geograficzne   | Kołocz śląski/Kołacz śląski                                         | kl. 2.4: Wyroby piekarskie                                                               |
| Chronione oznaczenie geograficzne   | Obwarzanek krakowski                                                | kl. 2.4: Wyroby piekarskie                                                               |
| Chronione oznaczenie geograficzne   | Rogal świętomarciński                                               | kl. 2.4: Wyroby piekarskie                                                               |
| Chronione oznaczenie geograficzne   | Cebularz lubelski                                                   | kl. 2.4: Wyroby piekarskie                                                               |
| Chronione oznaczenie geograficzne   | Chleb prądnicki                                                     | kl. 2.4: Wyroby piekarskie                                                               |
| Gwarantowana tradycyjna specjalność | Kabanosy                                                            | kl. 1.2: Produkty wytworzone na bazie mięsa                                              |
| Gwarantowana tradycyjna specjalność | Kiełbasa jałowcowa                                                  | kl. 1.2: Produkty wytworzone na bazie mięsa                                              |
| Gwarantowana tradycyjna specjalność | Kiełbasa krakowska sucha staropolska                                | kl. 1.2: Produkty wytworzone na bazie mięsa                                              |
| Gwarantowana tradycyjna specjalność | Kiełbasa myśliwska                                                  | kl. 1.2: Produkty wytworzone na bazie mięsa                                              |
| Gwarantowana tradycyjna specjalność | Olej rydzowy                                                        | kl. 1.5: Oleje i tłuszcze                                                                |
| Gwarantowana tradycyjna specjalność | Staropolski miód pitny „półtorak”                                   | kl. 1.8: Inne produkty                                                                   |
| Gwarantowana tradycyjna specjalność | Staropolski miód pitny „dwójniak”                                   | kl. 1.8: Inne produkty                                                                   |
| Gwarantowana tradycyjna specjalność | Staropolski miód pitny „trójniak”                                   | kl. 1.8: Inne produkty                                                                   |
| Gwarantowana tradycyjna specjalność | Staropolski miód pitny „czwórniak”                                  | kl. 1.8: Inne produkty                                                                   |
| Gwarantowana tradycyjna specjalność | Pierekaczewnik                                                      | kl. 2.3: Wyroby piekarskie                                                               |